# Centinex
Centinex je švédská death metalová kapela založená roku 1990 ve švédském městě Hedemora. V roce 1991 vyšlo první demo Stupid Humanity. Debutové studiové album se jmenuje Subconscious Lobotomy a vyšlo v roce 1992. V dubnu 2006 se kapela rozpadla. Baskytarista Martin Schulman, kytarista Johan Jansson a bubeník Ronnie Bergerståhl založili hudební skupinu Demonical, přibrali zpěváka Ludviga Engellau.
Začátkem roku 2014 ohlásila kapela Centinex v sestavě Alexander Högbom (vokály), Sverker Widgren (kytara), Martin Schulman (baskytara) a Kennet Englund (bicí) „zmrtvýchvstání“.

## Diskografie

### Dema
- Stupid Humanity (1991)
- End of Life (1991)
- Under the Blackened Sky (1993)

### Studiová alba
- Subconscious Lobotomy (1992)
- Malleus Maleficarum (1996)
- Reflections (1997)
- Reborn Through Flames (1998)
- Hellbrigade (2000)
- Diabolical Desolation (2002)
- Decadence - Prophecies of Cosmic Chaos (2004)
- World Declension (2005)
- Redeeming Filth (2014)

### EP
- Under the Blackened Sky (1993)
- Transcend the Dark Chaos (1994)
- Shadowland (1998)
- Bloodhunt (1999)
- Apocalyptic Armageddon (2000)
- Live Devastation (2004)
- Teutonische Invasion (2013)

### Split nahrávky
- Hail Germania (2003) – společně s kapelou Nunslaughter